# راه‌آهن خراسان
راه‌آهن خراسان یکی از شعبه‌های اصلی از راه‌آهن سراسری ایران است. مرکز این ناحیه راه‌آهن ، شهر مشهد است.  
این خط ریلی، به‌صورت دوبل و رفت و برگشت مجزا می‌باشد. برخلاف راه جاده ای، این مسیر ریلی به موازات رشته کوه البرز قطعه بینالود، کشیده شده‌است و به‌جای سبزوار، از نزدیک اسفراین عبور می کند.
در سال ۱۳۵۴ قطارهای سریع-سیر توربوترن در خط تهران ↔ مشهد شروع به کار کردند.

## تاریخچه
پس از پایان خط ریلی جنوب-شمال، ساخت راه‌آهن مشهد در دستور کار قرار گرفت و با همکاری آلمانها آغاز شده و طبق برنامه تنظیمی قرار بود تا پایان سال ۱۳۲۱ به اتمام برسد. مسیر گرمسار-مشهد از روز ۲۴ اسفند ۱۳۱۶ آغاز و زیرسازی و ریل‌گذاری آن تا ایستگاه شاهرود تا سال ۱۳۲۰ به اتمام رسید و بهره‌برداری از آن شروع شد. اما با اوج‌گیری جنگ جهانی دوم و حمله و اشغال ایران در سال ۱۳۲۰ توسط انگلستان و روسیه شوروی، پروژه ریل گذاری محدوده شاهرود تا مشهد، مشابه بسیاری از برنامه‌های عمرانی دیگر، متوقف شد.
از آن پس، انجام این مهم به واسطه مشکلات مالی چنانچه باید، پیشرفت نمی‌کرد. تا اینکه روز ۳ اسفند ۱۳۲۳ با برگزاری مراسم باشکوهی در شاهرود، ریلگذاری ادامه خط تهران-مشهد آغاز شد و در ۱۷ دی ۱۳۳۵ پایان یافت.
این مسیر ریلی سرنجام در ۱۲ اردیبهشت ۱۳۳۶ (خورشیدی) توسط پهلوی دوم و همسرش ثریا گشایش یافت .
در خط تهران ↔ مشهد در حدود سه هزار پل موجود است که هشتاد پل آن از نوع پل‌های بزرگ است. 

## جابجایش ریلی خودرو

فاصله هزار کیلومتری مشهد از شهرهای بزرگ

از آنجا که به‌صورت تقریبی، منطقه خراسان در دایره ای به شعاع حدود 1000 کیلومتر ، در محاصره کمربندی از کویرها یا بیابان ها قرار گرفته است {اعم از کویرهای داخلی (همچون کویر سبزوار و تگ عمرانی گناباد) و کویرهای خارجی (همچون دشت لوت و کویرهای چندگانه دشت نمک)}، رانندگی بیابانی و کویری به مشهد، باعث خستگی و خطرات فراوانی برای مسافران جاده ای و سرنشینان خودرویی شده و میشود. 
ازینرو جهت کاهش تلفات و صدمات جاده ای ، امکان جابجایی خودروهای شخصی افراد به مشهد و بالعکس توسط راه ریلی فراهم شده  تا گردشگران و زائرین، بدون نیاز به رانندگی های طولانی و طاقت فرسا در بیابان و کویرهای گرداگرد خراسان بزرگ ، بتوانند مسافت کویری مذکور را صرفه جویی جانی و مالی نموده و خودروی خود را در سفر ریلی ، همراه داشته باشند و در مقصد ، گردشگری خود را توسط آن ادامه مسیر دهند .
در حال حاضر این جابجایش ریلی خودرو ، صرفا بین شهرهای مرکز ناحیه (نواحی شبکه ریلی کشور) امکانپذیر است. جابجایش ریلی خودرو بین مشهد و مراکز ریلراهی یزد، گرگان، همدان، رشت، تبریز، و کرمان به صورت مستقیم هنوز برقرار نشده است و قطار حامل خودرو، ابتدا به تهران منتقل شده و سپس به شهر مربوطه انتقال داده می شود. 
در جدول زیر هزینه جابجایش بین مشهد و چند مرکز ریلی برای نوروز ۱۴۰۳ آورده شده است: 
| شهرها            | هزینه (تومان) |
| ---------------- | ------------- |
| تهران ↔ مشهد     | ۷۴۵,۹۰۰ Ť     |
| شیراز ↔ مشهد     | ۱,۰۶۸,۱۵۰ Ť   |
| بندر عباس ↔ مشهد | ۱,۰۴۳,۵۵۰ Ť   |
| اهواز ↔ مشهد     | ۱,۱۴۳۶,۵۰۰ Ť  |

محل دریافت خودرو ، انبار توشه (ایستگاه اولیه راهئآهن مشهد) است.

## توربو ترن
افزایش فزاینده و بیش از پیش سرعت قطارها و پیدایش قطارهای سریع، از آن رو که تشریفات و هزینه سوخت و استهلاک قطار به مراتب کمتر از مدت زمان تشریفات و هزینه سوخت و نگهداری هواپیما است، باعث می شود در مسافت های حدود هزار کیلومتر، جابجاگری قطار جایگزین جابجایش با هواپیما شود و ترافیک پروازی کاهش یابد.
در سال ۱۳۵۴ و در آستانه پنجاهمین سال بنیانگذاری دودمان پهلوی (۲۵۳۵ شاهنشاهی)، مقرر گردید که ریلراه تهران↔مشهد بصورت قطار های تندرو و گلوله‌ای Shinkansen-type line (شینکانسن新幹線 ژاپن و TGV فرانسه) دو لاینی رفت-آمدی اجرا گردد

در نخستین گام از این چشمنداز، کاهش فوری و چشمگیر زمان سفر به مشهد با خرید چهار قطار توربویی پنج واگنه RTG ازANF-Frangeco فرانسه امکان پذیر شد. توربو ترن (Turbo Train) قطاری با با موتور توربینی و سرعت زیاد بودند که که در سال ۱۹۶۷ در خطوط ریل‌راهی بین شهری فرانسه بکار گرفته شدند و زمینه را برای ایجاد سامانه قطار تندرو فرانسه (Train à Grand Vitesse) ایجاد کردند. چهار دستگاه RTG کلاس T 2000 (نوع متناسب با سیستم ریلی ایران) با سرعت 160 km/h توسط راه‌آهن ایران از فرانسه خریداری شد و در سال ۱۳۵۵ (۲۵۳۵ شاهنشاهی) در مسیر تهران-مشهد مورد بهره‌برداری قرار گرفت.

توربوترن‌های ایران، نخستین قطارهای مسافری سریع-سیر ایران بودند که دو مزیت بزرگ ارائه میدادند: کاهش چشمگیر زمان سفر تهران-مشهد، از بیش از 16 ساعت، به حدود 8 ساعت و 30 دقیقه. و دوم نوع سفرهای درجه یک مجلل آن، با سرویس ناهار و نوشیدنی های سبک در صندلی، که در قطارهای دیگر قابل دسترسی نبود. خدمات توسط مهمانداران آموزش دیده با لباس های شیک آبی و با دانش حداقل یک زبان خارجی انجام می شد. این قطارهای شیک و مجهز، گرچه کوپه ای نبودند، اما مسافران به واسطه پذیرائی خوب، مهمانداران حرفه ای، و محیط دلپذیر دورهمی، فاصله تهران تا مشهد را ۸ ساعته و بدون خستگی طی می‌کردند

.

قطار توربو (توربو ترن) تهران↔مشهد
مهمانداران بانو قطارهای توربو تهران↔مشهد

برای اینکه قطارها با سرعت 120 کیلومتر در ساعت کار کنند، لازم بود یک برنامه سریع ارتقاء مسیر و انجام برخی اصلاحات جزئی انجام شود. کار یکپارچه‌سازی، بالاست‌سازی مجدد، ترازبندی مجدد، محصور کردن مسیر در برخی از بخش‌ها، برخی از نوسازی مجدد، و ساخت جاده خدماتی، توسط شرکت فرانسوی Secmafer در مدت سه ماه انجام شد.

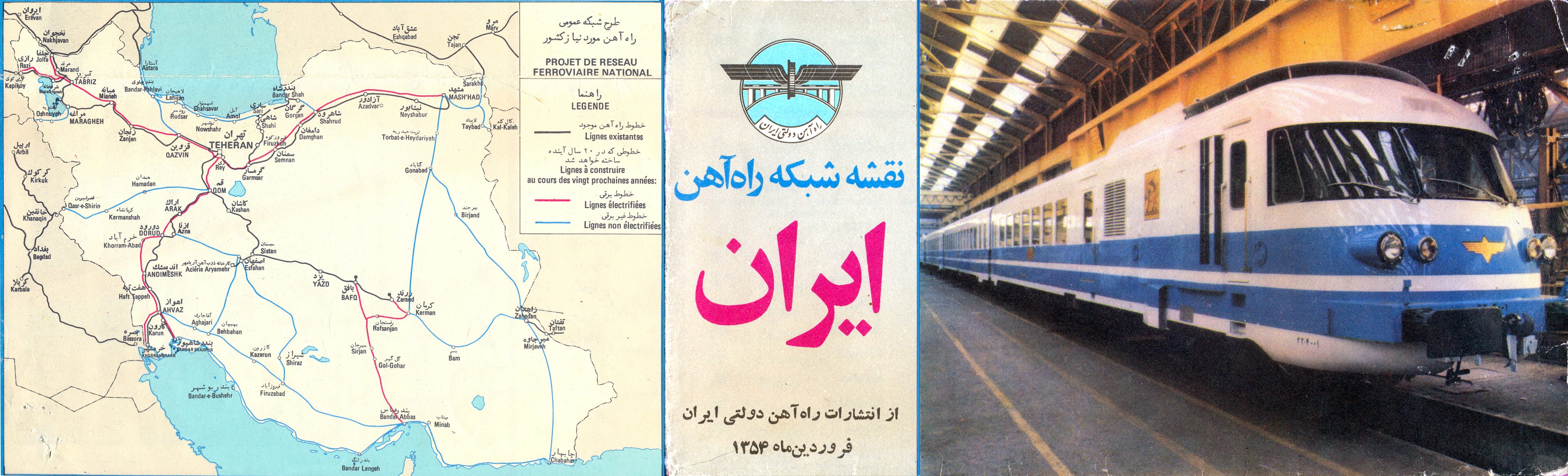
نقشه شبکه راههای ریلی برقی و غیر برقی ایران - فروردین ۱۳۵۴ (تا ۱۳۷۴)، تصویر یکی از توربو ترن های مسیر تهران↔مشهد، و لوگوی جدید راه آهن دولتی ایران

## خط ریلی از نوع شینکانسن و قطار برقی
پس از راه اندازی قطارهای تندرو توربو (نوربو ترن) در مسیر ریلی تهران↔مشهد در سال ۱۳۵۵ ه.خ. دولت ایران به دنبال کاهش زمان سفر، از هشت ساعت به چهار ساعت بود. ازینرو به مطالعه مسیر دومی مطابق با استانداردهای شینکانسن بین دو شهر پرداخت.  این مطالعه توسط تیم مشاور ژاپنی راه آهن ملی ژاپن JNR 日本国有鉄道 انجام شد.
گرچه توربوترن‌ها سرعت قبلی 80 کیلومتر در ساعت را به استانداردهای 160 کیلومتری رسانده بودند، اما هنوز پیچ های زیادی وجود داشت که سرعت در آنها باید به 90 کیلومتر در ساعت محدود می شد. ازینرو پیشنهادات اولیه ژاپنی ها، ارائه تعدادی مسیر قطع با مسیر دوم بود که به طور موثر فاصله راه آهن بین دو شهر را حدود 130 کیلومتر کاهش می داد.  این تمهید، حذف گردنه ریلی بین مشهد و نیشابور (ناشی از کوهستان بینالود) بود
. ازینرو و جهت جلوگیری از تخریب محیط زیست جانوری و گیاهیِ دوطرف این رشته کوه و روستاهای پیرامون (توسط فعالیتهای انسانی) مقرر گردید که این مسیر، بصورت تونل اختصاصی ریلی در دل کوهستان بینالود انجام شود. این تونل، از حاشیه کوهسنگی (در محل فعلی مجتع آیه ها) شروع  شده و در بوژان نیشابور ، از کوه بیرون آمده و ازآن پس تا تهران به موازات خط قدیم ادامه می یافت. ارتباط بین ایستگاه راه آهن کوهسنگی با ایستگاه فعلی راه آهن نیز توسط مسیری تونلی که  از زیر خیابان دانشگاه (خط ۲ قطار شهری فعلی) عبور می یافت،  انجام می پذیرفت. این مسیر جهت قطارهای مسافری و به صورت برقی بود و طبق برنامه ریزی، پروژه از تابستان سال ۱۳۵۸ شروع شده و تا پایان سال ۱۳۶۰ (۲۵۴۰ شاهنشاهی) به بهره برداری می رسید.

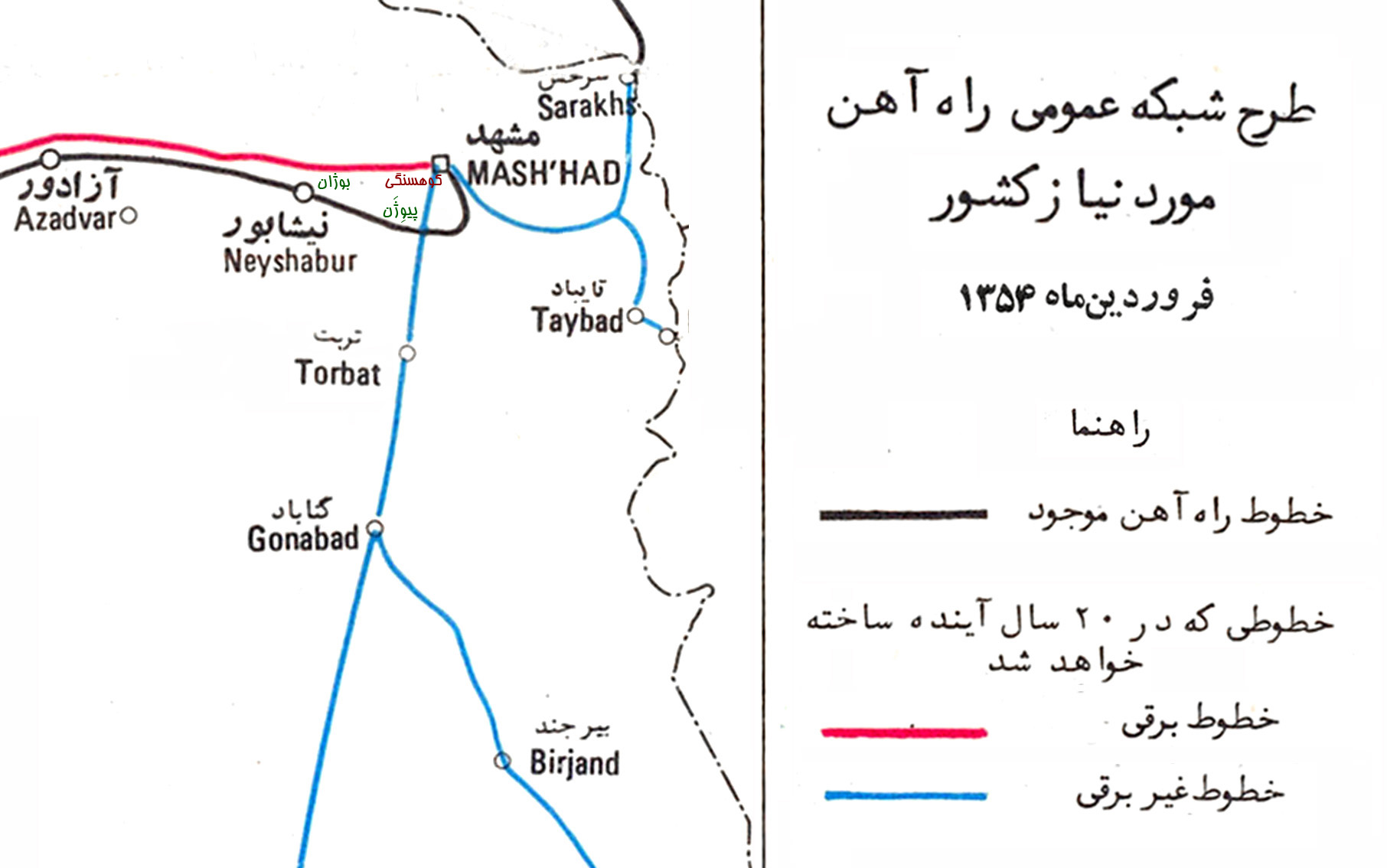
نقشه شبکه راههای ریلی خراسان - فروردین ۱۳۵۴ (تا ۱۳۷۴)

## تکمیل شبکه ریلی خراسان بزرگ و برونمرزی
جهت ارتباط ریلی بین مشهد و   شهرهای جنوبی خراسان بزرگ، با توجه به کاربری باری و ترانزیتی این مسیر و نیز کوهستانی بودن آن ، نیاز بود تا از کِشنده (لوکوموتیو)های دیزل استفاده گردد تا قدرت جابجایی کالاهای سنگین را داشته باشند. ازینرو این مسیرها ، بصورت غیربرقی طراحی گردید. این مسیر ریلی، کریدوری از کوهسنگی به پیوِژَن بود و از آنجا ، منطبق با راه ریلی موجود کنونی، به ایستگاه تربت رفته و سپس از گناباد، به دو شاخه تقسیم می گشت که یکی به کرمان و بندر عباس و دیگری به بیرجند و نهبندان ادامه می یافت.
راه های ریلی برونمرزی (با شوروی سابق و افغانستان) نیز به دلیل حمل کالاهای سنگین و ترانزیتتی بودن مسیر ، نیازمند کشنده های قدرتی دیزل بود و غیر برقی طراحی گردید. ایران قصد داشت از مشهد یک انشعاب ریلی به مرز افغانستان ببرد و سپس، به افغانستان برای طراحی و ساخت یک خط ریلی کمک کند تا ارتباط مستقیم با کابل برقرار شود. این کار مقدمه برقراری راه ریلی ایران با کابل، راولپندی، و دهلی بود
 .

## راه آهن مشهد
راه آهن مشهد دارای دو ایستگاه باری و مسافری تفکیک شده، ۱۴ خط قبول و اعزام مسافری، و چند ترمینال برای ایستگاه باری، گمرک، و ... است.

## نگارخانه

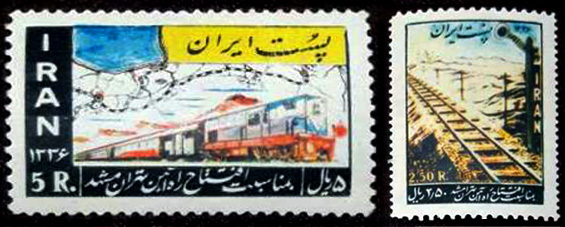
تمبر افتتاح راه‌ ریلی تهران↔مشهد
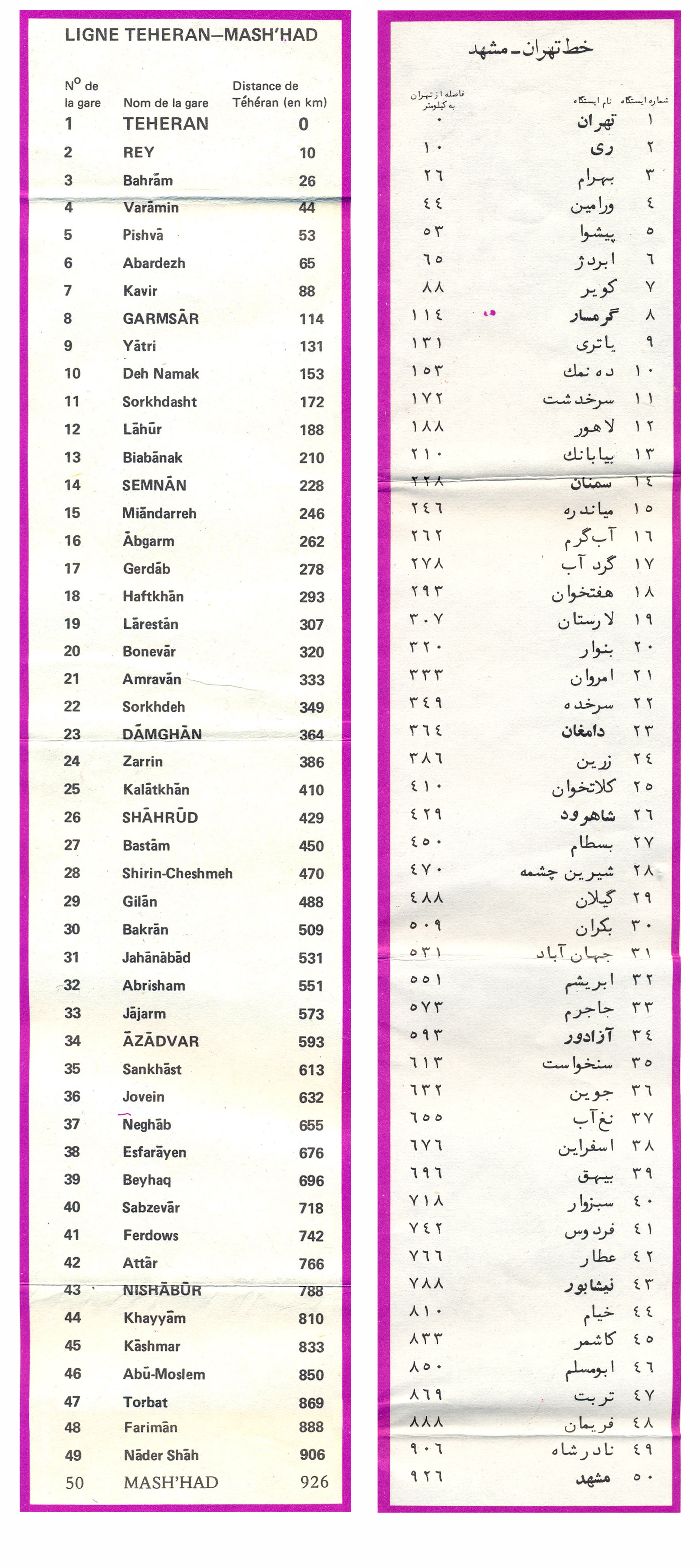
ایستگاههای مسیر ریلی تهران ↔ مشهد در سال ۱۳۵۵ ه.خ.

## جستارهای وابسته

مجله بین مللی راه آهن - آگوست 1975